# کرت آرنز جونیور
کرت کارل-هاینریش آرنز (انگلیسی: Kurt Karl-Heinrich Ahrens؛ زادهٔ ۱۹ آوریل ۱۹۴۰ در براونشوایگ) که با نام کرت آرنز جونیور نیز شناخته می‌شود، رانندهٔ سابق مسابقات اتومبیل‌رانی اهل آلمان است. او در بین سال‌های ١٩۵٨ تا ١٩٧١ در ٢۴٠ مسابقه شرکت کرد که حدود ٧٠ تا از آنها را برنده شد. او عمدتا به عنوان راننده‌ای مستقل در ماشین‌های فرمول شروع به کار کرد، ولی او با ماشین‌اسپرت در تیم‌های کارخانه‌ای آبارت، پورشه و ب‌ام‌و(ماشین‌های تور و فرمول ٢) نیز رانندگی می‌کرد. مهم‌ترین موفقیت او پیروزی در جایزه بزرگ اتریش در سال ١٩٦٩(همراه با جو سیفرت) با پورشه ٩١٧ بود. این اولین پیروزی برای این مدل از پورشه بود که پس از آن بسیار موفق شد.

## حرفه

### ورزش تک‌نفره
کرت آرنز جونیور اول در سال های ١٩۵٨ و ١٩۵٩ در فرمول ٣، که آن‌ زمان برای خودروهایی با حجم موتوری تا ۵٠٠سانتی‌متر مکعب تعریف شده بود، رانندگی می کرد. از سال ١٩٦٠ تا ١٩٦٣ او شروع به رانندگی در فرمول جونیور(حجم موتور تا ١١٠٠سانتی‌متر مکعب) کرد؛ ابتدا در استانگولینی و سپس در کوپر. آرنز در این دسته‌بندی در سال‌های ١٩٦١ و ١٩٦٣ تبدیل به یک استاد آلمانی شد. در آن سال‌های او به ٢۵ پیروزی دست یافت. در این زمان پدرش کرت آرنز سنیور(متولد سال ١٩٠٨) نیز رانندگی در همان مسابقات مانند پسرش برای شرکت‌های خودروسازی لوتوس، لولا و کوپر را شروع کرد. "تیم پدر-پسری" در آن سال‌ها این یک‌چیز جذابی در بین جامعه به حساب می‌رفت. پس از یک حادثه در مسابقه-آوس در سال ١٩٦٣، کرت آرنز سنیور خود را بازنشسته کرد.
از سال ١٩٦۴ تا ١٩٦٩ کرت آرنز جونیور به‌طور منظم به عنوان راننده‌ای مستقل در فرمول ٢ رانندگی می‌کرد(١٩٦۴ نیز برای کوپر، از ١٩٦۵ انحصارا برای برابام). به علت تقریبا کم بودن مسابقات فرمول ٢ در اروپا، آرنز در سال‌های ١٩٦۵ و ١٩٦٧ در مسابقات فرمول ٣ نیز شرکت کرد که کاملا نامعمول بود. او در سال ١٩٦۵ قهرمان فرمول ٣ آلمان شد و در سال ١٩٦٧ نیز برنده جام ملت‌های فرمول ٣ در پیست هوکنهایمرینگ شد و همچنین برنده مسابقات جهانی "ای دی ای سی-آووس"(به انگلیسی : ADAC-Avus) با ماشین برابام تی-٢١(نسخه فرمول ٣) شد؛ این هفتمین پیروزی آرنز جونیور در بین سال‌های ١٩٦٣ تا ١٩٦٧ بود که شامل پیروزی برای شرکت فعلی(برابام) و قبلی آبارت در مسابقات فرمول جونیور، فرمول ٣ و آووس بود. شرکت دوبرابرانه(فرمول ٢ و فرمول ٣) به واسطه دوردست بودن پیست های مسابقه‌های فرمول ٢، مانند : پیست رم، پیست انا، پیست آلبی و غیره برای آرنز جونیور در نظر گرفته‌نشد، زیرا او هنوز در تجارت والدین‌اش(تجارت ضایعات) کار می‌کرد و پدرش از او انتظار داشت که هر دوشنبه ساعت ٧صبح به تجارت برگردد. به همین دلیل در سال ١٩٦٧ اختلافی در بین پدر و پسر به وجود آمد که در نتیجه‌اش آرنز جونیور استقلال بیشتری پیدا کرد.

## نتایج کامل در فرمول یک
(کلید)
| سال   | شرکت‌کننده           | شاسی                | موتور         | ۱             | ۲       | ۳      | ۴        | ۵      | ۶        | ۷        | ۸        | ۹       | ۱۰      | ۱۱     | ۱۲    | ق.ر. | امتیاز |
| ----- | ------------------- | ------------------- | ------------- | ------------- | ------- | ------ | -------- | ------ | -------- | -------- | -------- | ------- | ------- | ------ | ----- | ---- | ------ |
| ۱۹۶۶  | تیم مسابقه کلتکس    | برابام بی‌تی۱۸ (اف۲) | کازوورث ۴-خطی | موناکو        | بلژیک   | فرانسه | بریتانیا | هلند   | آلمان ب. | ایتالیا  | آمریکا   | مکزیک   |         |        |       | -    | -      |
| ۱۹۶۷  | تیم مسابقه رون هریس | پروتوس (اف۲)        | کازوورث ۴-خطی | آفریقای جنوبی | موناکو  | هلند   | بلژیک    | فرانسه | بریتانیا | آلمان ب. | کانادا   | ایتالیا | آمریکا  | مکزیک  |       | -    | -      |
| ۱۹۶۸  | تیم مسابقه کلتکس    | برابام بی‌تی۲۴       | رپکو وی۸      | آفریقای جنوبی | اسپانیا | موناکو | هلند     | بلژیک  | فرانسه   | بریتانیا | آلمان ۱۲ | کانادا  | ایتالیا | آمریکا | مکزیک | ر.ن. | ۰      |
| ۱۹۶۹  | تیم مسابقه آرنز     | برابام بی‌تی۳۰ (اف۲) | کازوورث ۴-خطی | آفریقای جنوبی | اسپانیا | موناکو | هلند     | فرانسه | بریتانیا | آلمان ۷  | کانادا   | ایتالیا | آمریکا  | مکزیک  |       | -    | -      |
| منبع: |                     |                     |               |               |         |        |          |        |          |          |          |         |         |        |       |      |        |